# بارنبورگ
بارنبورگ (به آلمانی: Barenburg) یک منطقهٔ مسکونی در آلمان است که در دیفولتس واقع شده است. بارنبورگ ۱٬۲۶۴ نفر جمعیت دارد.